# Palace Station
"Palace Station" är en låt från 2002 av popbandet Melody Club, är bandets debutsingel och finns på debutalbumet Music Machine. "Palace Station" blev en hit på Sveriges Radio P3 och nådde som högst en andraplats på P3:s Trackslista. Låten har fått sitt namn från ett diskotek som bandmedlemmarna brukade besöka under högstadietiden i hemstaden Växjö.
Melody Club har spelat låten på samtliga livekonserter sedan deras första spelning, därmed är det enda låten som aldrig blivit struken från deras låtlista.[källa behövs]